# Stanisław Woźniak (piłkarz)
Stanisław Woźniak ps. „Wilk”' (ur. 1921 w Borkowicach, zm. 21 czerwca 1982 w Warszawie) – polski piłkarz, pomocnik.
Od urodzenia mieszkał na Woli. Ukończył gimnazjum i rozpoczął pracę. W czasie II wojny światowej był żołnierzem Armii Krajowej. W listopadzie 1939 był w pierwszej konspiracyjnej „piątce”, utworzonej przez Longina Izydorczaka, ps. „Lonia”, w Powstańczych Oddziałach Specjalnych „Jerzyki”, pod pseudonimem „Wilk”.  Po powstaniu warszawskim przebywał w obozie.
Przed i po wojnie był piłkarzem Polonii Warszawa. W 1946 grał na pozycji lewoskrzydłowego. W tym roku zdobył z Polonią tytuł mistrza Polski. Karierę piłkarską przerwały liczne kontuzje. Później był trenerem klubów warszawskich.

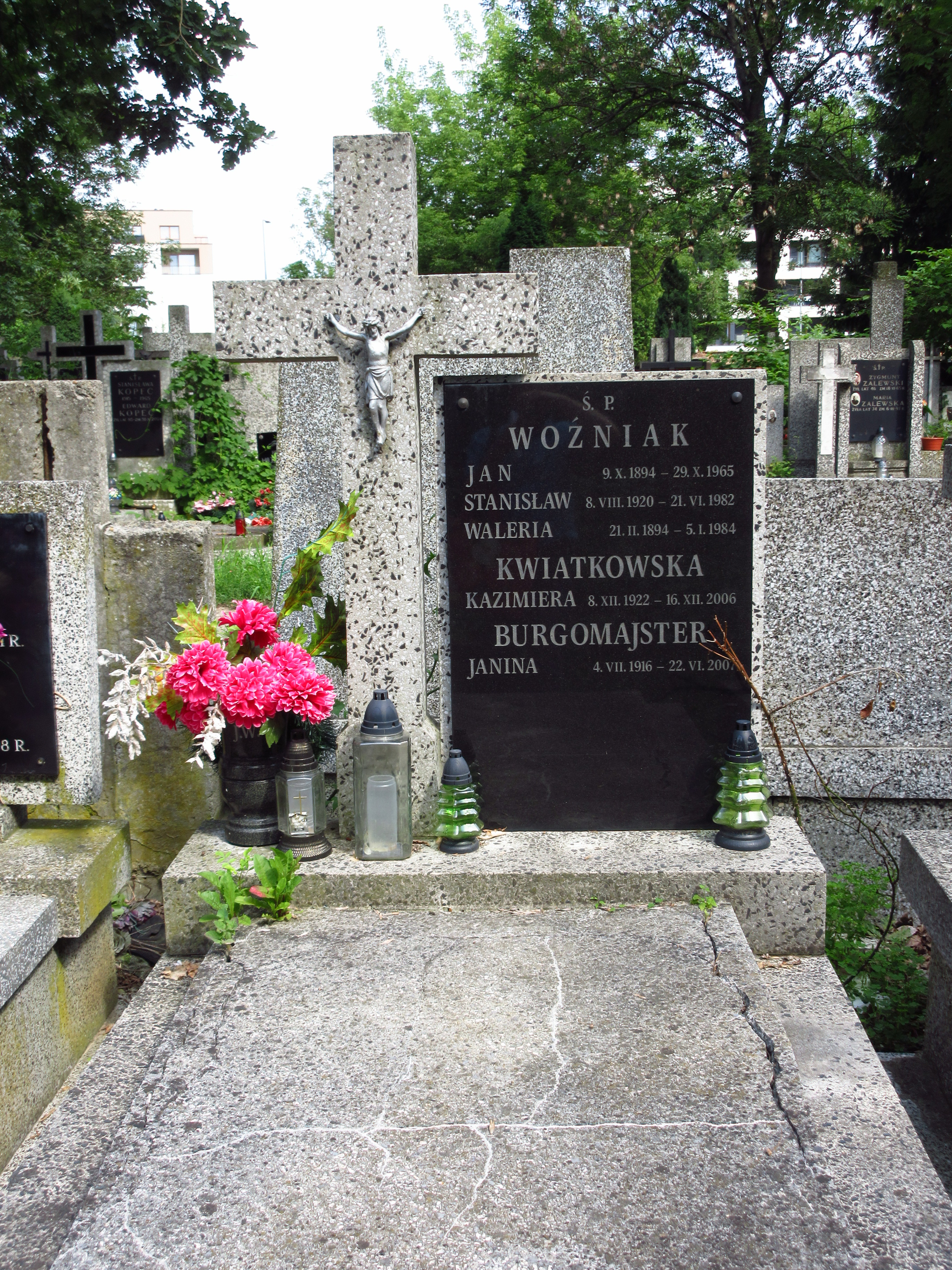
Grób Stanisława Woźniaka na Cmentarzu Bródnowskim.

Został pochowany na cmentarzu bródnowskim (kwatera 110K-II-16).